# Maxi Delgado
Maxi Delgado, (Villabrázaro (Zamora), 1951) es una pintora, doctora en Bellas Artes y docente española.

## Biografía y formación
Maxi Delgado (Maximiliana Delgado Morán) nace en Villabrázaro, un pueblo de Zamora, desde muy pequeñas manifiesto una especial inclinación por el dibujo y pintura como parte de sus juegos. Terminado el Bachillerato Superior en Benavente en 1968, continuó su formación académica cursando los Estudios de Magisterio, en la Escuela Normal de Zamora (1968 a 1971). En 1976 obtiene la licenciatura en Bellas artes por la Universidad de Barcelona y posteriormente el doctorado en Bellas Artes por la Universidad de Salamanca, siendo Premio Extraordinario de Doctorado con la tesis doctoral Creatividad y Expresión Plástica en Enseñanza Media, dirigida por Rafael Sánchez Carralero, Decano de la Escuela Superior de Bellas Artes de Salamanca.

## Trayectoria
Maxi Delgado durante estancia de formación en Zamora sigue pintando, observa e interpreta lo que ve. Visita museos y salas de exposiciones, especialmente en Zamora, Madrid y Salamanca, con la mente abierta estudia a los grandes artistas y aprovecha para aprender y formarse, manifiesta un especial interés por las pinturas románicas de la Basílica de San Isidoro, en León, a la vez que toma contacto en Zamora con la pintura de Delhy Tejero. Con la influencia y apoyo de la profesora Benita Jambrina, educada en la Institución Libre de Enseñanza, participó en el mundo cultural de país asistiendo a conferencias, exposiciones, cine y representaciones teatrales de obras de autores de difícil representación durante esos años en que España estaba bajo una dictadura.
Maxi Delgado, durante los meses de verano realizaba viajes de estudios por Francia, Bélgica y Holanda, residiendo en diferentes ciudades, donde visitaba museos, salas de exposiciones y talleres de artistas.
En 1972 comienza su actividad como profesora de Educación primaria destinada en Barcelona.   
En esta ciudad aprovecha para matricularse en la Escuela Superior de Bellas Artes Sant Jordi, posteriormente denominada Facultad de Bellas Artes de Barcelona, obteniendo la licenciatura en 1976. Su formación la completa asistiendo a talleres de pintura de la Academia de R. Sanvisens y en el Círculo Artístico de Sant Lluc, participando de la vida cultural y artística de la ciudad, realizando viajes de estudios y estancias en Europa (Francia, Holanda, Italia y Alemania), estudiando las obras de pintores, como Alberto Durero, Leonardo da Vinci, Rembrandt, Johannes Vermeer, J. M. W. Turner, Claude Monet, Van Gogh... que complementaba  su formación académica, junto con la pintura española de las obras de El Greco, Zurbarán, Velázquez y Goya,  del Museo del Prado. Al mismo tiempo, manifestaba admiración por las obras expresionistas de Kandinsky.
La obra de Maxi Delgado ha crecido y evolucionado a lo largo de su recorrido desde la figuración, la abstracción, con influencias de  Paul Cezánne y el cubismo de Picasso y Braque.   
En 1978 obtiene plaza de Profesora Agregada en el instituto Alexandre Bóveda de Vigo (Pontevedra), ciudad a la que se traslada a vivir y donde participó de la actividad cultural, realizando colaboraciones en revista de educación y páginas de educación: Revista O Besbello Saltón, Faro de Vigo...
En 1989 se trasladó a Barcelona al obtener plaza como catedrática de Dibujo en el Bachillerato Artístico del Instituto Carles Riba, de Barcelona.       
Como profesora de Bachillerato Artístico, estudia y trabaja la manera de realizar aportaciones a la pedagogía creativa, para ello  elaboraó estudios y trabajos prácticos sobre cómo desarrollar la creatividad en las clases de Pintura, Dibujo Artístico, Diseño e Imagen. Su objetivo es lograr una enseñanza artística de calidad en educación secundaria.                  
Maxi Delgado ha conseguido compaginar sus dos pasiones, la docencia y la pintura.

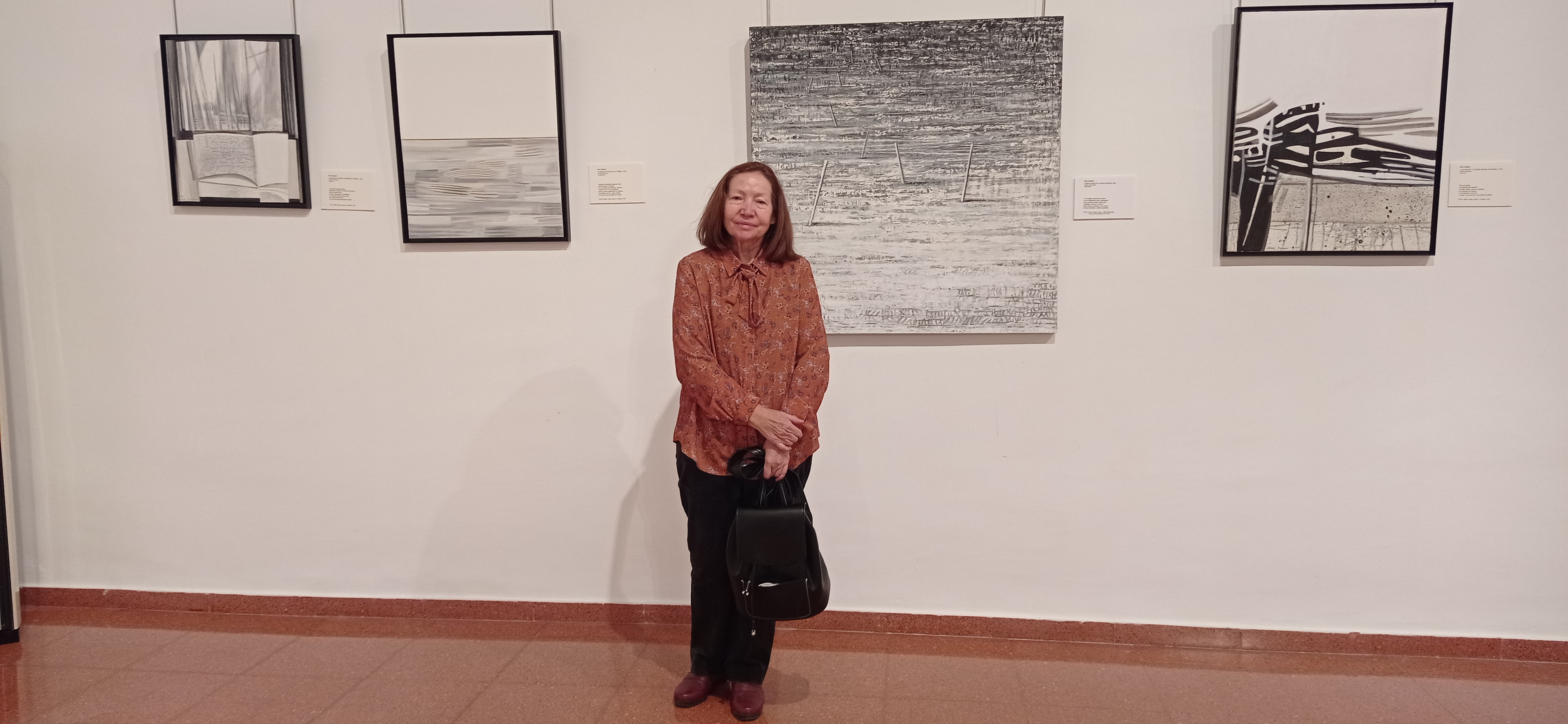
Maxi Delgado. Exposición homenaje a Ángel Crespo en el Museo López Torres de Tomelloso

En 2012, la escritora Pilar Gómez Bedate visitó el estudio de Maxi Delgado y acordaron realizar una exposición dedicada a la memoria del escritor Ángel Crespo, esposo de Pilar, fallecido en 1995. La obra sería realizada exclusivamente en blanco y negro, para reflejar el lenguaje escrito. La obra y el trabajo expositivo versó sobre el poema “La pintura” que Ángel Crespo editado en 1955 en un solo libro.

## Pinturas
Maxi Delgado en su pintura consigue reflejar por medio del color y del trazo una lectura poética que proporciona un impacto visual en quién la observa. Su obra ha evolucionado a lo largo del tiempo y ha valorado y hecho suyas las aprtaciones de otros artistas.    
La obra la ha estructurado en series que marcan diferentes temáticas, metodologías, estudios y análisis conceptuales, utiliza óleos, pinturas acrílicas, técnicas de estarcidos, goteos y estampaciones, collage, etc.
- Serie n.º 1: Pinturas Blancas,  1975. Pinta del natural, incluyendo objetos y representaciones de exteriores, avanza en simplificación de formas y da mayor protagonismo al color, utiliza una amplia gama de blancos, grises y azules para conseguir plasmar la luz, la penumbra y las sombras.
- Serie n.º 2: Tierras, 1976. Representa sensaciones de pueblos castellanos, sus calles y sus muros de adobe y tapial, colores ocres y pardos
- Serie n.º 3: Personajes, 1977. Estudia la figura humana, inspirada en la pintura Pop, y comprometida con la defensa de los derechos humanos.
- Serie n.º 4: Reflexiones, 1978. Inspirada en Kurt Schwitters, trabaja la técnica del collage.
- Serie n.º 5: Los cuatro elementos, 1978. Tierra, Aire, Agua y Fuego.
- Serie n.º 6: Viento, niebla y lluvia, 1988. Utiliza una paleta de colores tierras, azules y verdes, como expresión del paisaje. La pincelada se vuelve expresionista, se alarga y desdibuja.
- Serie n.º 7: Ventanas, 1998. Son composiciones donde se observa un espacio dentro de otro espacio. El interior deja ver una parte del exterior.
- Serie n.º 8: Lugares escritos, 1999. En esta serie se fija en los ritmos existentes en la naturaleza, investigar el gesto y el signo, el lenguaje entre pintura y escritura.
- Serie n.º 9: Viajes, 2000. Realiza interpretaciones subjetivas de paisajes recordados. Reduce las formas al mínimo, para acentuar el color como elemento comunicativo. Cada pintura hace alude a un paisaje real del viaje y de lo vivido.
- Serie n.º 10: Interiores, objetos y arquitecturas. Incorpora formas geométricas simples, ejes y ritmos de inspiración cubista.
- Serie n.º 11: Vegetales, 2004. Utiliza técnicas de estampación, monotipos y huellas sobre el papel, la pincelada es rápida y expresionista,
- Serie nº12: Mediterráneo, 2007. En esta serie reflexiona sobre este mar, donde se aprecian las huellas de la vida humana, en distintas épocas. Son obras de aguas limpias, playas, humedales, fondos de mar, reflejos en el agua. Ha utilizado distintas técnicas y lenguajes plásticos con símbolos, papeles impresos, agregados en collage, las capas de color se adelgazan y superponen con pinceladas acuareladas, los bordes se delimitan con líneas geométricas que marcan ritmos y separan planos.
- Serie n.º 13: Pintura y poesía, 2019. En esta serie las obras son todas en blanco y negro en alusión al papel y la tinta y se corresponden con homenajes a Ángel Crespo y Pilar Gómez Bedate.[6]

## Exposiciones
A lo largo de su carrera ha realizado exposiciones individuales y colectivas, citando algunas de ellas, como: Sala de Arte de la Casa de España. Utrecht (Holanda) 1988; Galería Majestic. Paseo de Gracia. Barcelona. 1977; Galería Ganduxer. Barcelona. 1978;  Sala de Arte de la Caja de Ahorros Municipal. Vigo (Pontevedra). 1977; Centro Aragonés de Sarrià. Barcelona. 1999. Sala de Exposiciones del Colegio de Doctores y Licenciados en Filosofía y Letras de Alicante; Sala de Exposiciones Roc Sant Gaietà. Roda de Barà (Tarragona), 2000 ; Claustro del Ayuntamiento de Villarrobledo (Albacete). 2004; Galería Mantua. Benavente (Zamora) 2005;
Exposición-Homenaje a los poetas Ángel Crespo y Pilar Gómez Bedate. Sala de Exposiciones del Ayuntamiento de Calaceite (Teruel). 2019.
Exposición en el Museo López Torres de Tomelloso (Ciudad Real), 2021. Homenaje al poeta Ángel Crespo en el 25 aniversario de su fallecimiento.
```
“La pintura”, dice Maxi Delgado, es un poema “que tiene muchas reflexiones interesantes para entender lo que es el sentimiento, el conocimiento, toda la vida de una persona que está volcada en lo que hace, lo mismo en la expresión pictórica que en la literaria o musical”. Ambos, afirma, “son lenguajes que encierran el alma del que lo hace y no se puede disimular”.
[
12
]
```

Maxi Delgado tiene obra en diferentes instituciones como, el Fondo Artístico de la Fundación  Cesáreo Rodríguez Aguilera de la Universidad de Jaén.